# Estrume de vaca
O estrume de vaca é o resíduo sólido (fezes) da espécie animal bovina. Essas espécies incluem gado doméstico ("vacas"), búfalos, iaques e búfalos-asiáticos.

## Usos

### Combustível
O estrume também pode ser coletado e usado para produzir biogás para gerar eletricidade e calor. O gás é rico em metano e é utilizado nas zonas rurais da Índia e do Paquistão e noutros locais para fornecer uma fonte de electricidade renovável e estável (mas insustentável).

### Usos religiosos
O estrume de vaca é usado na confecção de pancha-gavya, para uso em rituais hindus. Vários textos hindus - incluindo Yājñavalkya Smṛti e código de Manu - afirmam que o pancha-gavya purifica muitos pecados.